# 照母
照母（tʂ與tɕ）是中古漢語三十六字母的一個聲母，屬正齒音，全清聲母。

## 三十六字母與切韻聲母
照母由兩部分組成，二等韻部份稱爲「照二」，對應了切韻音系的莊母；三等韻部份分稱爲「照三」，對應了章母。